# Stereophonics
Gli Stereophonics sono un gruppo musicale rock britannico, costituitosi in Galles nel 1992, tra i massimi esponenti della seconda ondata del Britpop.
Associabile alla scena alternative rock, il gruppo è formato da Kelly Jones, chitarra solista e voce, Richard Jones, basso e seconda voce, Adam Zindani, chitarra e seconda voce, e Jamie Morrison, batteria. Nei tour alla band si aggrega il tastierista Tony Kirkham.
Il nucleo originario del gruppo comprendeva i due Jones, non uniti da legami di parentela, e Stuart Cable alla batteria. Nel 2003 Cable fu rimpiazzato da Javier Weyler, rimasto nella band sino al 2012.
Gli Stereophonics hanno pubblicato dieci album in studio e hanno piazzato cinque di questi consecutivamente al primo posto della classifica britannica degli album. Nel novembre 2008 hanno pubblicato la raccolta Decade in the Sun: The Best of Stereophonics, giunta alla posizione numero due nella classifica di vendita nel Regno Unito.
Debuttarono nel 1997 con l'album Word Gets Around, che conquistò la sesta piazza nelle classifiche britanniche, trainata da singoli quali Local Boy in the Photograph, More Life in a Tramps Vest e A Thousand Trees. Il successo vero giunse nel 1999 con Performance and Cocktails, da cui furono estratti come singoli The Bartender and the Thief, Just Looking e Pick a Part That's New. Vantano un totale di dieci singoli entrati nella top ten e un singolo giunto al primo posto della Official Singles Chart, Dakota, uscito nel 2005. Con oltre 10 milioni di copie vendute sono una delle band gallesi di maggiore successo di tutti i tempi. Con Pull the Pin sono diventati l'ottavo gruppo capace di piazzare cinque album consecutivi in testa alla classifica di vendita nel Regno Unito, dopo Beatles, Led Zeppelin, ABBA, Genesis, Oasis, Blur e U2.
La band è costantemente presente ai principali festival musicali che si tengono in Regno Unito e in Irlanda. Ha preso parte al Festival di Reading e Leeds nel 2000, al Festival di Glastonbury nel 2002, al V Festival nel 2002 e nel 2015, all'Isle of Wight Festival nel 2004 e nel 2009, all'Oxegen Festival nel 2010, al T in the Park nel 2015, al TRNSMT nel 2018 e al Latitude Festival nel 2019.

## Storia

### Gli anni novanta
Cresciuti insieme a Cwmaman, Cynon Valley, nel sud del Galles, cominciarono a scrivere testi e a suonare come cover band, conosciuta come Tragic Love Company (nome tratto dalle loro band preferite: Tragically Hip, Mother Love Bone, e Bad Company), nel 1992. In seguito il nome fu mutato in Stereophonics, preso dal marchio di un grammofono della nonna di Cable.
Compiono il grande salto nel 1996, essendo la prima band a firmare un contratto esclusivo con la nuova etichetta di Richard Branson, V2, in seguito alla cessione, da parte di quest'ultimo, della Virgin Records alla EMI. Il loro sound, particolarmente originale, trae ispirazione da una commistione di britpop di marca Oasis, con il rock and roll classico degli anni settanta, e li ha condotti, con diverse hits, ai primi posti delle classifiche britanniche. Nel 1998, gli Stereophonics ricevettero il BRIT Award come miglior gruppo emergente. Nella stessa settimana, ripubblicarono un lavoro precedente, il singolo Local Boy in the Photograph, che guadagnò la quattordicesima posizione nella classifica inglese. Inoltre, il primo album del gruppo, Word Gets Around, divenne presto disco d'oro (sempre in Gran Bretagna, oltre 100 000 copie vendute).
Il 1998 è anche l'anno di The Bartender and the Thief, primo singolo estratto dall'album Performance and Cocktails. Il risultato, in termini di vendite ed ascolti, fu eccellente: terzo posto nella classifica inglese. Ma era solo l'inizio: il CD completo ebbe ancora miglior sorte, piazzandosi anche al primo posto e divenendo disco di platino in tre settimane (1999). Nello stesso periodo, il gruppo suonò al Morfa Stadium di Swansea, davanti ad oltre 50.000 persone, per quello che venne considerato uno dei migliori live britannici dell'anno. Collaborarono inoltre con Tom Jones alla realizzazione di una reinterpretazione di Mama Told Me Not To Come, di Randy Newman, pubblicata nell'album Reload. Durante il 1998 fecero invece un'importante tournée in Europa, Australia, Stati Uniti. Il Live at Cardiff Castle fu registrato e pubblicato in versione VHS e DVD.

### Gli anni duemila
Nel 2001 esce il terzo lavoro della band, Just Enough Education to Perform. La controversa traccia Mr. Writer, che tratta del disprezzo del cantante verso giornalisti e media in generale, e che generò forti critiche e cattiva pubblicità al gruppo, è contenuta in quest'album. Per promuoverlo, gli Stereophonics organizzarono una due-giorni di concerto live a Donington Park e al Millennium Stadium di Cardiff, che chiamarono A Day at the Races, a cui presero parte anche Ash, Black Crowes e Proud Mary. Matthew Bellamy dei Muse ebbe una disputa con Kelly Jones per il rifiuto di quest'ultimo di farlo esibire come supporto. Furono venduti oltre 200.000 biglietti, e la performance divenne presto un DVD (2002). Sempre nel 2001, esce il singolo Have a Nice Day.
Il quarto album, You Gotta Go There to Come Back, uscì nel 2003, anno che vide inoltre un cambiamento nel logo della band. Ci fu anche spazio per un tour in Gran Bretagna, che vide una foltissima partecipazione di pubblico, e che si concluse con un Christmas Show al Millennium Stadium di Cardiff. Dopo un ulteriore tour, mondiale, nel 2003-2004, il gruppo si prese una breve pausa. Sempre nel 2003, il batterista Stuart Cable fu licenziato dalla band, con una telefonata in cui Kelly ha addotto come motivazione la mancanza di impegno nella band da parte di Stuart. Sul tema ci sono diversi punti di vista, poiché, secondo alcuni, pare che Stuart Cable avesse intenzione di proseguire un percorso più rock. Inoltre sembra che i rapporti con Kelly Jones si fossero progressivamente deteriorati a causa della presunta prepotenza del cantante rispetto alle scelte artistiche intraprese della band. A partire dal 2005, con la registrazione di Language. Sex. Violence. Other?, Javier Weyler ha preso il suo posto, conquistando subito rispetto e complicità con gli altri membri e con i fans, avendo inoltre già suonato con loro durante le registrazioni di You Gotta Go There to Come Back.
Nel 2005 tornano con Language. Sex. Violence. Other?. Si tratta del primo album con Javier Weyler alla batteria. È inoltre un momento di innovazione stilistica: il singolo Dakota (prima posizione in classifica inglese), ha influenze punk ed una ritmica upbeat; Superman, secondo singolo estratto dall'album, si ispira al sound dei Black Sabbath. Suonarono a Vancouver nel 2005 con i The Manvils come gruppo-spalla. Dopo il concerto, Kelly Jones invitò Mark Parry, chitarrista dei Manvils, ad unirsi agli Stereophonics come secondo chitarrista nel loro "World Tour". Sempre nel 2005, presero parte al Live 8, ad Hyde Park, Londra.
La band fu scelta dagli Oasis per accompagnarli in una serie di concerti del loro tour europeo nel 2006, ma gli Stereophonics declinarono l'offerta per impegni familiari: Kelly Jones si apprestava a diventare padre.
Il 15 ottobre 2007 esce il sesto album in studio della band, Pull the Pin. Il 10 novembre 2008 la band pubblica Decade in the Sun: The Best of Stereophonics, una raccolta dei maggiori successi da Word Gets Around a Pull the Pin più due inediti, My Own Worst Enemy e You're My Star. Il 16 novembre 2009 esce l'album Keep Calm and Carry On, contenente 12 tracce inedite.

### Gli anni duemiladieci
Il 7 giugno 2010 l'ex batterista Stuart Cable viene trovato morto nella sua casa di Aberdare, in Galles.. Il 19 luglio 2012 il batterista Javier Weyler lascia la band per proseguire la propria carriera sotto il nome artistico Capitan Melao. Durante il tour che segue è temporaneamente sostituito da Sam, amico di Kelly Jones.
Il 24 settembre 2012 la band annuncia tramite Twitter di aver ingaggiato il batterista Jamie Morrison, ex membro dei Noisettes.
Il 4 marzo 2013 esce l'album Graffiti on the Train, anticipato già il 4 novembre 2012 dal singolo In a Moment. Il terzo singolo è Indian Summer ed esce a gennaio 2013. A maggio esce come singolo Graffiti on the Train, la title track.
Nel maggio 2015 la band lancia il singolo C'est la vie e nel luglio dello stesso anno il singolo I Wanna Get Lost with You, entrambi estratti dal nono album in studio, Keep the Village Alive, pubblicato l'11 settembre 2015. Il 27 novembre esce Song for the Summer, il terzo singolo. L'8 aprile 2016 è la volta del quarto singolo, White Lies.
Nel 2017 il gruppo gallese firma con la compagnia distributiva Parlophone.
Il 27 luglio 2017 il gruppo gallese annuncia il titolo del decimo album, Scream Above the Sounds, e la data di pubblicazione del disco (3 novembre 2017), che è reso disponibile in pre-ordine. Nello stesso giorno è lanciato come singolo il brano All in One Night, il cui video musicale viene diffuso su YouTube. Il secondo singolo, Caught by the Wind, esce il 4 settembre seguente, mentre Before Anyone Knew Our Name, terzo singolo, il 20 ottobre. Il 4 dicembre è pubblicato il quarto singolo, What's All The Fuss About?.
Dal 29 giugno al 9 luglio 2019 la band si ritrova alla Ramsbury Brewery & Distillery di Marlborough, nel Wiltshire, per registrare l'undicesimo album, prodotto da Kelly Jones e George Drakoulias. Il 15 agosto il gruppo diffonde il singolo Fly Like an Eagle, accompagnandolo con un video musicale. Il 18 settembre esce Bust This Town, secondo singolo estratto dal disco, Kind, che esce il 25 ottobre 2019.
Il 25 ottobre 2019 gli Stereophonics pubblicano l'album Kind. Dopo la pubblicazione del disco, Jones svela di aver pensato di lasciare la band per prendersi una pausa dal mondo della musica.

### Gli anni duemilaventi
Nel settembre 2021 la band diffonde la canzone Hanging On Your Hinges, annunciandolo come primo singolo tratto dall'album l'album Oochya!, in uscita il 4 marzo 2022, e contestualmente alcuni concerti per dicembre successivo e un tour estivo per il 2022. Il secondo singolo, Do Ya Feel My Love?, esce il 10 novembre 2021, mentre il terzo singolo, Forever, esce il 25 gennaio 2022.
Oochya! diventa l'ottavo disco della band a salire al primo posto della classifica britannica degli album. Con otto dischi saliti in vetta, la band eguaglia il primato di Oasis, R.E.M. e Taylor Swift.
Il 18 giugno 2022 la BBC manda in onda il secondo dei due concerti tenuti dal complesso al Principality Stadium di Cardiff, con ospite Tom Jones.
Nell'ottobre 2024 la band annuncia un tour britannico, preceduto da un tour europeo nel 2025. Alla fine di gennaio 2025 viene annunciata la pubblicazione, per l'aprile seguente, dell'album Make 'em Laugh, Make 'em Cry, Make 'em Wait e del primo singolo tratto dal nuovo lavoro, There's Always Gonna Be Something, il cui video viene diffuso il 6 febbraio.